# National Hockey League 2022-2023
La stagione NHL 2022-23 è la 106ª stagione di attività (105ª stagione di gioco) della National Hockey League. La stagione regolare è iniziata il 7 ottobre 2022, quando i San Jose Sharks e i Nashville Predators hanno giocato la prima di due partite a Praga, Cechia, come parte della NHL Global Series.

## Stagione regolare
La stagione regolare è iniziata il 7 ottobre 2022 e finirà il 14 aprile 2023.

### Partite internazionali
La lega ha disputato delle partite in Europa per la prima volta dalla stagione 2019-2020. I San Jose Sharks e i Nashville Predators hanno disputato le prime due partite stagionali all'O2 Arena di Praga, Cechia, il 7 e l'9 ottobre 2022. Invece, i Columbus Blue Jackets e i Colorado Avalanche hanno disputato due incontri alla Nokia Arena di Tempere, Finlandia.

### Partite outdoor
La lega ha organizzato due partite outdoor:
- Il Winter Classic si è dispuato il 2 gennaio 2023, nel Fenway Park di Boston, tra i padroni di casa Boston Bruins e i Pittsburgh Penguins.
- La Stadium Series si è disputata il 18 febbraio 2023, al Carter-Finley Stadium di Raleigh (Carolina del Nord), tra i padroni di casa Carolina Hurricanes e i Washington Capitals.

### All-Star Game
L'All-Star Game 2023 si è tenuto il 4 febbraio 2023 all'FLA Live Arena, nella città di Sunrise (Florida), casa dei Florida Panthers.

## Classifiche

### East Conference

#### Metropolitan Division
| Pos. | Squadra               | G  | V  | P  | OT | Pt  | P%   | VR | VTS | GF  | GS  | DR   | RC      | RF      | RR  | R10   | An  |
| ---- | --------------------- | -- | -- | -- | -- | --- | ---- | -- | --- | --- | --- | ---- | ------- | ------- | --- | ----- | --- |
| 1.   | Carolina Hurricanes   | 82 | 52 | 21 | 9  | 113 | .689 | 39 | 48  | 266 | 213 | +53  | 28-10-3 | 24-11-6 | 4-3 | 5-5-0 | W2  |
| 2.   | New Jersey Devils     | 82 | 52 | 22 | 8  | 112 | .683 | 39 | 50  | 291 | 226 | +65  | 24-13-4 | 28-9-4  | 2-4 | 7-3-0 | W2  |
| 3.   | New York Rangers      | 82 | 47 | 22 | 13 | 107 | .652 | 37 | 43  | 277 | 219 | +58  | 23-13-5 | 24-9-8  | 4-3 | 5-2-3 | L1  |
| 4.   | New York Islanders    | 82 | 42 | 31 | 9  | 93  | .567 | 36 | 41  | 243 | 222 | +21  | 25-13-3 | 17-18-6 | 1-5 | 5-4-1 | W1  |
| 5.   | Pittsburgh Penguins   | 82 | 40 | 31 | 11 | 91  | .555 | 31 | 39  | 262 | 264 | -2   | 23-13-5 | 17-18-6 | 1-1 | 5-4-1 | OT1 |
| 6.   | Washington Capitals   | 82 | 35 | 37 | 10 | 80  | .488 | 27 | 33  | 255 | 265 | -10  | 18-16-7 | 17-21-3 | 2-4 | 2-6-2 | OT1 |
| 7.   | Philadelphia Flyers   | 82 | 31 | 38 | 13 | 75  | .457 | 26 | 29  | 222 | 277 | -55  | 18-18-5 | 13-20-8 | 2-1 | 3-6-1 | W2  |
| 8.   | Columbus Blue Jackets | 82 | 25 | 48 | 9  | 59  | .360 | 15 | 24  | 214 | 330 | -116 | 16-23-2 | 9-25-7  | 1-1 | 2-6-2 | L1  |

#### Atlantic Division
| Pos. | Squadra             | G  | V  | P  | OT | Pt  | P%   | VR | VTS | GF  | GS  | DR   | RC      | RF      | RR  | R10   | An  |
| ---- | ------------------- | -- | -- | -- | -- | --- | ---- | -- | --- | --- | --- | ---- | ------- | ------- | --- | ----- | --- |
| 1.   | Boston Bruins - x   | 82 | 65 | 12 | 5  | 135 | .823 | 54 | 61  | 305 | 177 | +128 | 34-4-3  | 31-8-2  | 4-3 | 9-1-0 | W8  |
| 2.   | Toronto Maple Leafs | 82 | 50 | 21 | 11 | 111 | .677 | 42 | 49  | 279 | 222 | +57  | 27-8-6  | 23-13-5 | 1-2 | 7-1-2 | W4  |
| 3.   | Tampa Bay Lightning | 82 | 46 | 30 | 6  | 98  | .598 | 38 | 43  | 283 | 254 | +29  | 28-8-5  | 18-22-1 | 3-2 | 4-6-0 | W1  |
| 4.   | Florida Panthers    | 82 | 42 | 32 | 8  | 92  | .561 | 36 | 40  | 290 | 273 | +17  | 23-13-5 | 19-19-3 | 2-1 | 6-3-1 | L1  |
| 5.   | Buffalo Sabres      | 82 | 42 | 33 | 7  | 91  | .555 | 30 | 39  | 296 | 300 | -4   | 17-20-4 | 25-13-3 | 3-3 | 7-2-1 | W2  |
| 6.   | Ottawa Senators     | 82 | 39 | 35 | 8  | 86  | .524 | 31 | 37  | 261 | 271 | -10  | 24-14-3 | 15-21-5 | 2-1 | 4-3-3 | OT1 |
| 7.   | Detroit Red Wings   | 82 | 35 | 37 | 10 | 80  | .488 | 28 | 32  | 240 | 279 | -39  | 19-17-5 | 16-20-5 | 3-4 | 4-5-1 | L4  |
| 8.   | Montreal Canadiens  | 82 | 31 | 45 | 6  | 68  | .415 | 21 | 26  | 232 | 307 | -75  | 17-21-3 | 14-24-3 | 5-2 | 3-7-0 | L3  |

### Western Conference

#### Central Division
| Pos. | Squadra             | G  | V  | P  | OT | Pt  | P%   | VR | VTS | GF  | GS  | DR  | RC      | RF      | RR  | R10   | An  |
| ---- | ------------------- | -- | -- | -- | -- | --- | ---- | -- | --- | --- | --- | --- | ------- | ------- | --- | ----- | --- |
| 1.   | Colorado Avalanche  | 82 | 51 | 24 | 7  | 109 | .665 | 36 | 45  | 280 | 226 | +54 | 22-13-6 | 29-11-1 | 6-3 | 8-1-1 | W2  |
| 2.   | Dallas Stars        | 82 | 47 | 21 | 14 | 108 | .659 | 39 | 43  | 285 | 218 | +67 | 22-10-9 | 25-11-5 | 4-3 | 8-2-0 | W6  |
| 3.   | Minnesota Wild      | 82 | 46 | 25 | 11 | 103 | .628 | 34 | 39  | 246 | 225 | +21 | 25-12-4 | 21-13-7 | 7-6 | 5-3-2 | OT1 |
| 4.   | Winnipeg Jets       | 82 | 46 | 33 | 3  | 95  | .579 | 36 | 45  | 247 | 225 | +22 | 26-13-2 | 20-20-1 | 1-1 | 6-4-0 | L1  |
| 5.   | Nashville Predators | 82 | 42 | 32 | 8  | 92  | .561 | 29 | 36  | 229 | 238 | -9  | 22-15-4 | 20-17-4 | 6-2 | 6-4-0 | L1  |
| 6.   | St. Louis Blues     | 82 | 37 | 38 | 7  | 81  | .494 | 27 | 34  | 263 | 301 | -38 | 18-17-6 | 19-21-1 | 3-3 | 4-5-1 | L3  |
| 7.   | Arizona Coyotes     | 82 | 28 | 40 | 14 | 70  | .427 | 20 | 25  | 228 | 299 | -71 | 21-15-5 | 7-25-9  | 3-4 | 1-7-2 | OT1 |
| 8.   | Chicago Blackhawks  | 82 | 26 | 49 | 7  | 59  | .360 | 18 | 24  | 204 | 301 | -97 | 14-23-4 | 12-26-3 | 2-2 | 2-7-1 | OT1 |

#### Pacific Division
| Pos. | Squadra              | G  | V  | P  | OT | Pt  | P%   | VR | VTS | GF  | GS  | DR   | RC      | RF       | RR  | R10   | An |
| ---- | -------------------- | -- | -- | -- | -- | --- | ---- | -- | --- | --- | --- | ---- | ------- | -------- | --- | ----- | -- |
| 1.   | Vegas Golden Knights | 82 | 51 | 22 | 9  | 111 | .677 | 38 | 46  | 272 | 229 | +43  | 25-15-1 | 26-7-8   | 5-4 | 6-1-3 | W2 |
| 2.   | Edmonton Oilers      | 82 | 50 | 23 | 9  | 109 | .665 | 45 | 50  | 325 | 260 | +65  | 23-12-6 | 27-11-3  | 0-4 | 9-0-1 | W9 |
| 3.   | Los Angeles Kings    | 82 | 47 | 25 | 10 | 104 | .634 | 37 | 41  | 280 | 257 | +23  | 26-11-4 | 21-14-6  | 6-3 | 5-5-0 | W2 |
| 4.   | Seattle Kraken       | 82 | 46 | 28 | 8  | 100 | .610 | 37 | 46  | 289 | 256 | +33  | 20-17-4 | 26-11-4  | 0-4 | 6-4-0 | L2 |
| 5.   | Calgary Flames       | 82 | 38 | 27 | 17 | 93  | .567 | 31 | 36  | 260 | 252 | +8   | 20-16-5 | 18-11-12 | 2-5 | 6-2-2 | W1 |
| 6.   | Vancouver Canucks    | 82 | 38 | 37 | 7  | 83  | .506 | 24 | 32  | 276 | 298 | -22  | 19-20-2 | 19-17-5  | 6-2 | 5-3-2 | W2 |
| 7.   | San Jose Sharks      | 82 | 22 | 44 | 16 | 60  | .366 | 16 | 21  | 234 | 321 | -87  | 8-22-11 | 14-22-5  | 1-6 | 3-6-1 | L5 |
| 8.   | Anaheim Ducks        | 82 | 23 | 47 | 12 | 58  | .354 | 13 | 20  | 209 | 338 | -129 | 12-25-4 | 11-22-8  | 3-3 | 0-8-2 | L2 |

Legenda:
      Ammesse ai play-off tramite Division
      Ammesse ai play-off come Wild Card
- x  Matematicamente qualificate ai play-off tramite Division